# Comuna Ionești, Gorj
Ionești este o comună în județul Gorj, Oltenia, România, formată din satele Gura Șușiței, Iliești, Ionești (reședința) și Picu.

## Așezare
Comuna se află în partea de sudul județului Gorj și este deservită de situl Coridorul Jiului ce străbate și localitatea.

## Demografie
Componența etnică a comunei Ionești
     Români (91,67%)
     Alte etnii (0%)
     Necunoscută (8,33%)
Componența confesională a comunei Ionești
     Ortodocși (90,25%)
     Alte religii (0,49%)
     Necunoscută (9,26%)
Conform recensământului efectuat în 2021, populația comunei Ionești se ridică la 2.030 de locuitori, în scădere față de recensământul anterior din 2011, când fuseseră înregistrați 2.252 de locuitori. Majoritatea locuitorilor sunt români (91,67%), iar pentru 8,33% nu se cunoaște apartenența etnică. Din punct de vedere confesional, majoritatea locuitorilor sunt ortodocși (90,25%), iar pentru 9,26% nu se cunoaște apartenența confesională.

## Istorie
La sfârșitul secolului al XIX-lea, comuna făcea parte din plasa Jiul a judeţului Gorj și era alcătuită din satele Ionești și Șușița, cu o populație de 1554 de locuitori. În comună funcționa o școală mixtă și o biserică. La acea vreme, satul Picu era inclus în comuna de la acea vreme, Țânțăreni din județul Dolj, iar satul Iliești era inclus în comuna de la acea vreme, Turcenii de Jos, din județul Gorj.
În 1925, comuna Ionești primește și satul Picu, iar comuna este consemnată în plasa Turceni a aceluiași județ, cu o populație de 1773 de locuitori (în satele Ionești, Gura Șușiței, Picu și Ulmeni).
În anul 1950, comuna a fost arondată raionului Târgu Jiu a regiunii Gorj, raion care doi ani mai târziu a fost arondat regiunii Craiova, și apoi (după 1960), regiunii Oltenia.
În anul 1968, comuna a fost transferată județului Gorj, căpătând forma actuală, primind în final și satul Iliești, de la comuna Turcenii de Jos, care a fost desființată și contopită cu orașul Turceni. Tot atunci, satul Ulmeni a fost desființat și contopit cu satul Iliești.

## Monumente istorice
Singurul monument istoric din comuna Ionești inclus în lista monumentelor istorice din județul Gorj este Biserica „Sfinții Voievozi” din satul Ionești cu datare din anul 1836.

## Politică și administrație
Comuna Ionești este administrată de un primar și un consiliu local compus din 11 consilieri. Primarul, Sorin Lambu[*], de la Partidul Social Democrat, este în funcție din octombrie 2020. Începând cu alegerile locale din 2024, consiliul local are următoarea componență pe partide politice:
|  | Partid                    | Consilieri | Componența Consiliului | Componența Consiliului | Componența Consiliului | Componența Consiliului | Componența Consiliului | Componența Consiliului | Componența Consiliului | Componența Consiliului |
|  | ------------------------- | ---------- | ---------------------- | ---------------------- | ---------------------- | ---------------------- | ---------------------- | ---------------------- | ---------------------- | ---------------------- |
|  | Partidul Social Democrat  | 8          |                        |                        |                        |                        |                        |                        |                        |                        |
|  | Partidul Național Liberal | 3          |                        |                        |                        |                        |                        |                        |                        |                        |